# قوات غير نظامية

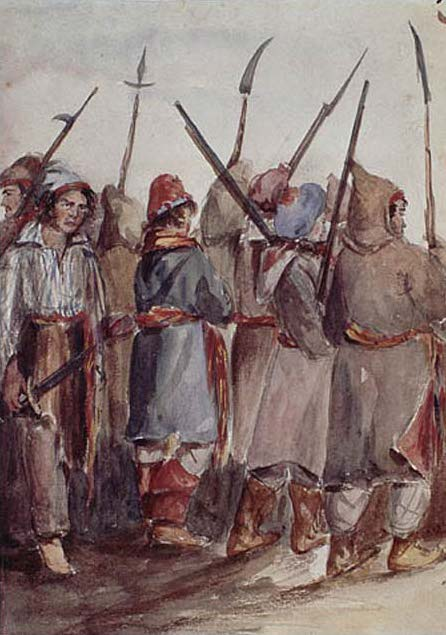
جنود غير نظاميين في بوأرنوا، كيبك القرن 19.

القوات العسكرية غير النظامية يشير إلى أي قوة لا تخضع إلى القوانين النظام العسكري في إطار هذا التعريف الواسع ينضوى تحته أنواع مختلفة من القوات، عموما ما يميزها هو عدم وجود التدريب وردت من الكلية الحربية , وليست على درجة عالية من التنظيم الذي يميز الجيوش الحديثة، بما في ذلك الفدائيون، الميليشيات، الحزبية، المرتزقة، العصابات , القوات شبه العسكرية .
القوات غير النظامية شائعة في الحرب غير النظامية التي توظيف التكتيكات المستخدمة عادة من قبل المنظمات العسكرية غير النظامية، والتي تشمل الصراعات الأهلية ، ثورية أو مقاومة لغزو دولة أجنبية حيث المشاركة المباشرة للسكان في حالة القتال يضع الناس دون تدريب رسمي في هذا الصدد للدخول في حرب غير تقليدية والحرب غير المتكافئة والغير المباشرة، من أجل تقويض السلطة للعدو، ونفوذه، وإرادته للبقاء.
تعتمد أساليب القوات غير النظامية غالباً على حرب العصابات وإعداد الكمائن أو المقاومة السرية واستهداف مواقع إستراتيجية، وهذا يستدعي تجنب المعارك على نطاق واسع، والتركيز على الأشتباكات الصغيرة، التخفي، الكر والفر واستخدام وسائل العنف لتحقيق أهدافها السياسية أو غيرها مع تطور طبيعة الصراعات اليوم أخذت أشكالا أكثر تعقيدا مما كانت عليه، نتيجة الثورات التكنولوجية والمعلوماتية التي أوجدت وسائل ومجالات جديدة للمواجهة لم تكن متوفرة سابقا، مما أوجد مصطلح التي بات يعرف اليوم باسم «الحرب الهجينة» بنموذج عصري لحرب العصابات حيث يستخدم فيها الثوار التكنولوجيا الحديثة وسبل حديثة لحشد الدعم المعنوي والشعبي ويقصد هنا بالتكنولوجيا الحديثة الأسلحة المتطورة، والتي استخدمت ضمن تكتيكات حرب العصابات بشكل لم تعد الجيوش النظامية لدى الدول الكبرى قادرة على التمييز فيما إذا كانت تخوض حرب تقليدية أو غير تقليدية. وبشكل متزامن ومتقن، مزيج من الأسلحة التقليدية والتكتيكات غير النظامية والإرهاب (مهاجمة مدنيين أو هجمات انتحارية) والتصرف الإجرامي في مجال أرض المعركة بمجمله (داخلي وخارجي) من أجل تحقيق أهدافه.

## أسماء لتشكيلات عسكرية غير نظامية
- باشبوزق
- غومي
- حركي قوات غير نظامية من مسلمي الجزائر الذين خدموا في الجيش الفرنسي خلال الحرب الجزائرية 1954-1962 .
- الجيش الأوكراني الثوري المتمرد حارب ضد الجيوش البيضاء والبلاشفة خلال الحرب الأهلية الروسية.والمعروف أيضا باسم «الجيش الأسود»
- بارتيزان (عسكرية)
- فيت كونغ
- جنجاويد (السودان)

## الحروب غير النظامية
بعض الصراعات التي تدخل في نطاق الحروب غير النظامية هي:
- الحرب الأهلية الأفغانية
- حروب الهنود الحمر
- حرب الاستقلال الأمريكية
- الثورة العربية الكبرى
- الحرب الأهلية الصينية
- الثورة الكوبية
- الحرب الشيشانية الأولى
- الحرب الأهلية السودانية الأولى
- حرب كوسوفو
- الحرب الأهلية اللبنانية
- الحرب الأهلية الرواندية
- الحرب الشيشانية الثانية
- الحرب الأهلية السودانية الثانية
- الحرب الأهلية الصومالية
- الحرب الفليبينية الأمريكية
- حرب فيتنام
- المقاومة الفلسطينية 1965 - مستمر
- الحرب الأهلية السورية 2011 - مستمر
- الحرب الأهلية الليبية 2014 - مستمر
- الحرب الأهلية اليمنية 2015 - مستمر